# Kurňa, co to je?
Kurňa, co to je? je česká televizní soutěž, premiérově vysílaná v letech 2013–2017 na TV Barrandov. 

## O pořadu
Soutěž moderovali Pavel Zedníček a jeho synovec Jakub Zedníček. Pořad je variací soutěže České televize Kufr, kterou od 90. let 20. století moderoval Pavel Zedníček s Alešem Ulmem.
Pořad se skládal z několika disciplín:
- Slova – jeden ze soutěžících popisoval slovo uvedené na obrazovce tak, aby neřekl jeho kořen, a druhý soutěžící jej měl uhodnout
- Předměty – Zedníčkovi soutěžnímu páru ukázali nějaký neobvyklý předmět a dvojice měla ze 4 možností využití předmětu vybrat tu správnou
- Písnička naruby – pro každou dvojici byla pozpátku spuštěna známá píseň a pár měl za úkol uvést její název a interpreta
- Pantomima – jeden ze soutěžících pantomimicky předváděl slovo uvedené na obrazovce a druhý soutěžící měl za úkol jej uhodnout
- Kolo štěstí – soutěžící zatočil kolem, které obsahovalo některé disciplíny a také položky +3 body a −3 body
- Kdo jsem já – soutěžící se stal známou osobností či postavou a druhý z dvojice měl za úkol uhodnout, kým je
- Finále – jeden z dvojice s nejvyšším počtem bodů mohl poslepu náhodně vybrat jednu z 10 zobrazených možností, přičemž pod každou se skrýval nějaký obnos peněz (od 1 Kč do 20 000 Kč)